# Marjorie Lee Browne
 Marjorie Lee Browne  (* 9. September 1914 in Memphis (Tennessee); † 19. Oktober 1979 in Durham (North Carolina)) war eine US-amerikanische Mathematikerin und Hochschullehrerin. Sie war eine der ersten beiden afroamerikanischen Frauen, die in Mathematik promovierte.

## Leben und Forschung
Lee Browne besuchte die LeMoyne High School und gewann während der Zeit die Tennis-Einzelmeisterschaft der Frauen in Memphis City. Sie studierte Mathematik an der Howard University und erhielt 1939 ihren Bachelor-Abschluss mit Auszeichnung. Danach unterrichtete sie für kurze Zeit an der High School und an der Gilbert Academy in New Orleans. Von 1942 bis 1945 war sie Lehrbeauftragte am Wiley College in Marshall (Texas). Anschließend bewarb sie sich an dem Mathematikprogramm der University of Michigan, wo sich zu der Zeit im Gegensatz zu anderen Bildungseinrichtungen Afroamerikaner einschreiben konnten. Sie erhielt ein Lehrstipendium und promovierte 1950 bei George Yuri Rainich mit der Dissertation: Studies of One Parameter Subgroups of Certain Topological and Matrix Groups. Von 1949 unterrichtete sie anschließend bis zu ihrer Pensionierung 1979 an der Fakultät für Mathematik der North Carolina Central University, damals North Carolina College genannt. 25 Jahre lang war sie die einzige Person in der Abteilung, die einen Doktortitel hatte und von 1951 bis 1970 war sie die Vorsitzende der Fakultät für Mathematik. Von 1952 bis 1953 erhielt sie ein Stipendium der Ford Foundation, was ihr die Möglichkeit bot, durch Westeuropa zu reisen. Sie war außerdem Fakultätsstipendiatin der National Science Foundation und studierte Computerscience an der University of California in Los Angeles. Sie erhielt ein weiteres Stipendium von 1965 bis 1966 während ihres Studiums der Differentialtopologie an der Columbia University in New York. 1960 war sie die Hauptautorin eines erfolgreichen Vorschlags, der von IBM mit einem Stipendium ausgezeichnet wurde und es der North Carolina Central University ermöglichte, ihren ersten Computer zu erhalten.

## Mitgliedschaften
- Women’s Research Society
- American Mathematical Society
- Mathematical Association of America
- International Congress of Mathematicians

## Veröffentlichungen (Auswahl)
- 1955: "A note on the classical groups", Amer. Math. Monthly 62
- 1959: Sets, Logic, and Mathematical Thought
- 1959: Introduction to Linear Algebra
- 1969: Elementary Matrix Algebra
- 1974: Algebraic Structures

## Auszeichnungen (Auswahl)
- Sigma Xi
- American Mathematical Society
- Ford Foundation fellowship
- National Science Foundation Faculty Fellow
- Fellowship an der Columbia University
- 1974: W. W. Rankin Memorial Award, North Carolina Council of Teachers of Mathematics
- Dr. Marjorie Lee Browne Colloquium des Department of Mathematics der University of Michigan seit 1999
- Marjorie Lee Browne Scholarship